# Linia kolejowa 95 Kazincbarcika – Rudabánya
Linia kolejowa Kazincbarcika – Rudabánya – linia kolejowa na Węgrzech. Jest to linia jednotorowa, w całości niezelektryfikowana. Łączy Kazincbarcika z Rudabánya. 

## Historia
Linia została otwarta 1 listopada 1912 roku.